# 불교중앙박물관
불교중앙박물관은 대한민국의 서울 종로구에 있는 사립박물관이다.
대한불교조계종에서 2007년에 설립한 박물관이다. 각 사찰에서 보관하기 힘든 불교 문화재를 보존·관리한다.